# Filifera
Sous-ordre
Les Filifera sont un sous-ordre d'animaux de l'embranchement des cnidaires (les cnidaires sont des animaux relativement simples, spécifiques du milieu aquatique ; on y retrouve, entre autres, les coraux, les anémones de mer et les méduses).

## Liste des familles
Selon World Register of Marine Species (27 janvier 2019) :
- famille Australomedusidae Russell, 1971
- famille Axoporidae Boschma, 1951 †
- famille Balellidae Stechow, 1922
- famille Bougainvilliidae Lütken, 1850
- famille Bythotiaridae Maas, 1905
- famille Clathrozoellidae Peña Cantero, Vervoort & Watson, 2003
- famille Cordylophoridae von Lendenfeld, 1885
- famille Cytaeididae L. Agassiz, 1862
- famille Eucodoniidae Schuchert, 1996
- famille Eudendriidae L. Agassiz, 1862
- famille Filifera incertae sedis
- famille Heterotentaculidae Schuchert, 2010
- famille Hydractiniidae L. Agassiz, 1862
- famille Jeanbouilloniidae Pagès, Flood & Youngbluth, 2006
- famille Magapiidae Schuchert & Bouillon, 2009
- famille Niobiidae Petersen, 1979
- famille Oceaniidae Eschscholtz, 1829
- famille Pandeidae Haeckel, 1879
- famille Proboscidactylidae Hand & Hendrickson, 1950
- famille Protiaridae Haeckel, 1879
- famille Ptilocodiidae Coward, 1909
- famille Rathkeidae Russell, 1953
- famille Rhysiidae (Hickson & Gravely, 1907)
- famille Similiclavidae Calder, Choong & McDaniel, 2015
- famille Stylasteridae Gray, 1847
- famille Trichydridae Hincks, 1868
- famille Tubiclavoididae Moura, Cunha & Schuchert, 2007

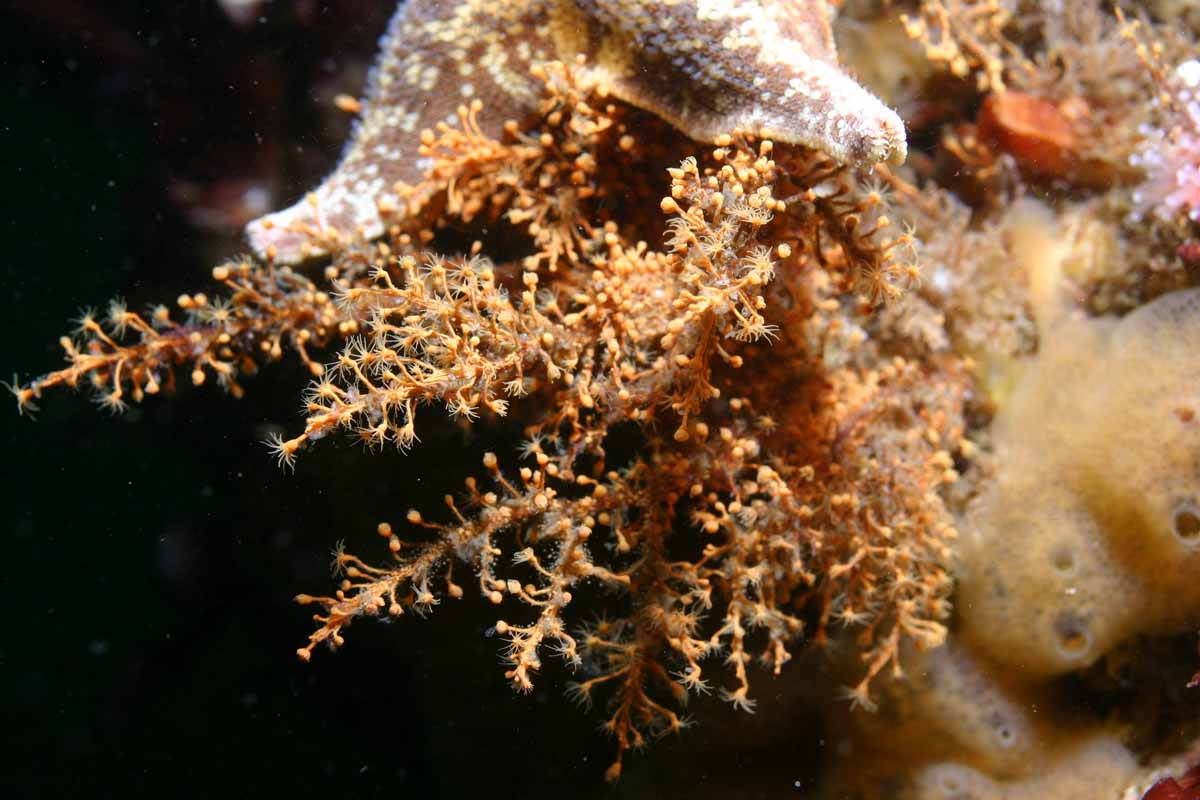
Garveia annulata (Bougainvilliidae)
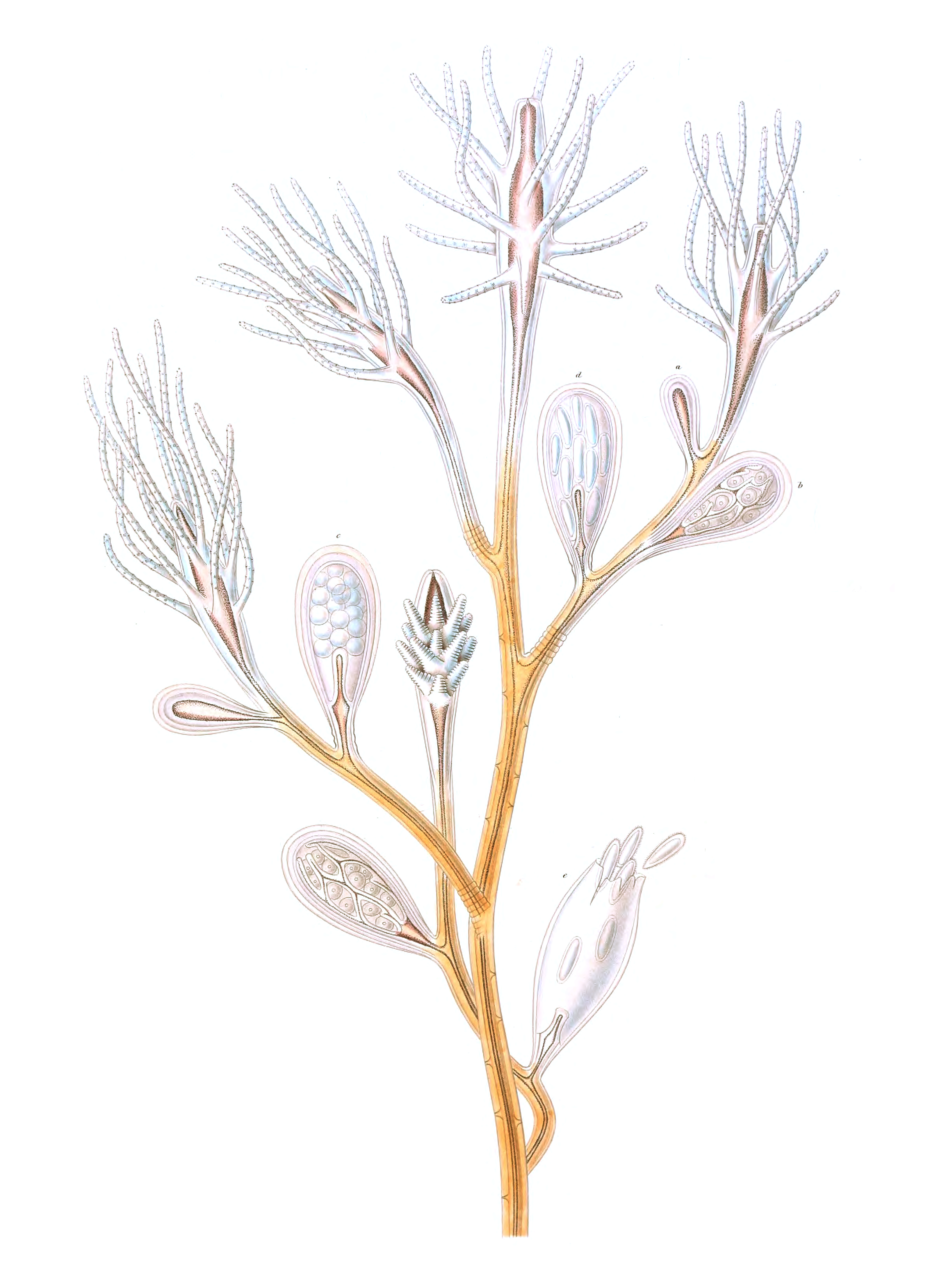
Cordylophora caspia (Cordylophoridae)
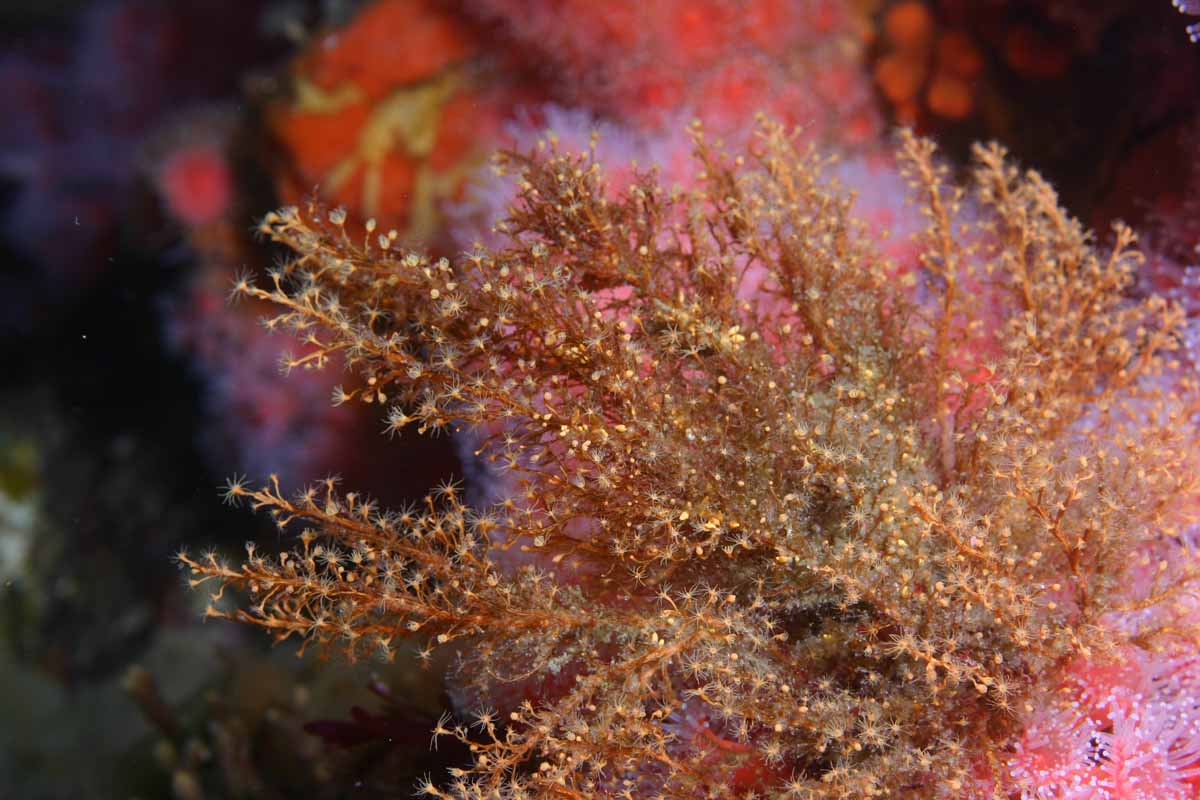
Eudendrium californicum (Eudendriidae)
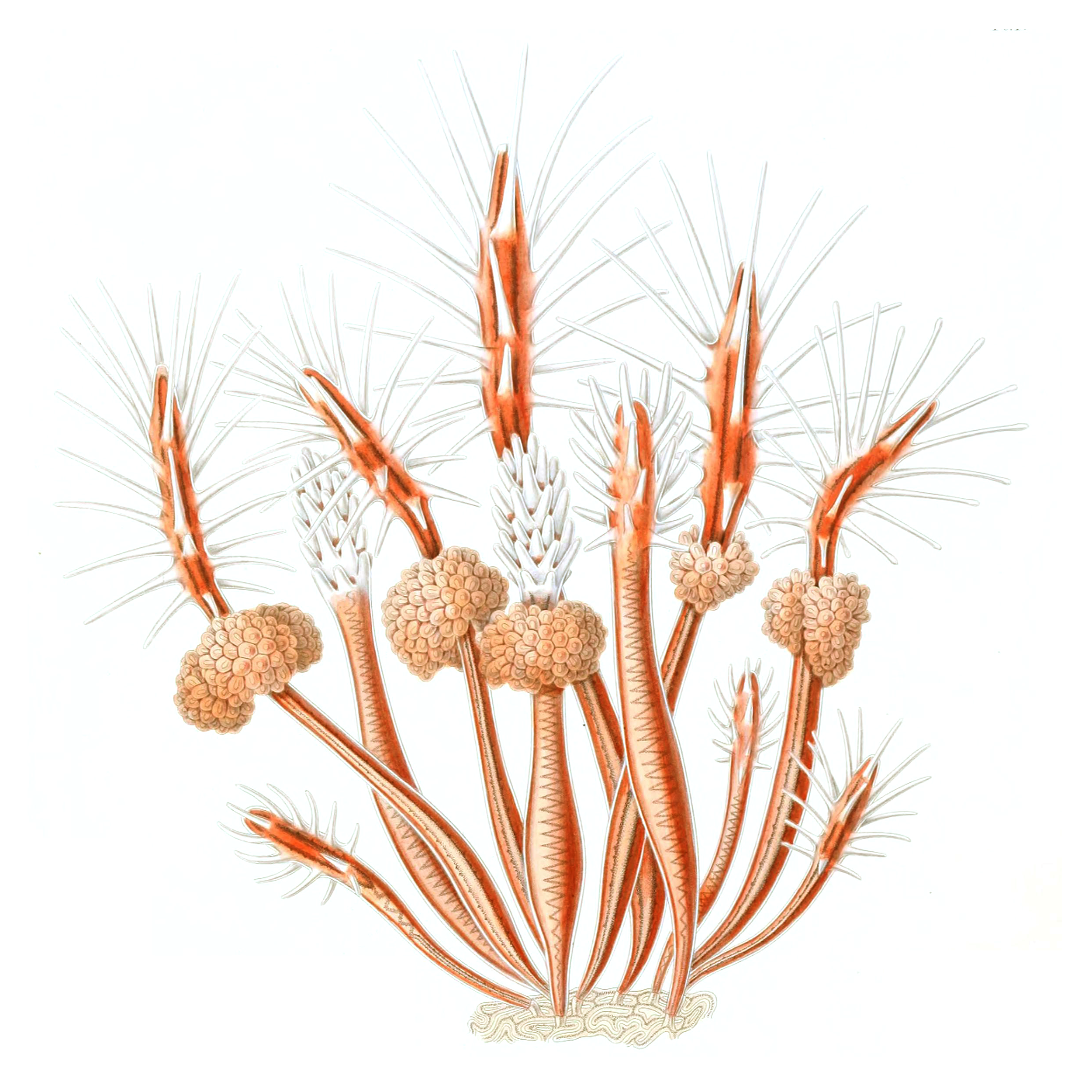
Clava multicornis (Hydractiniidae)
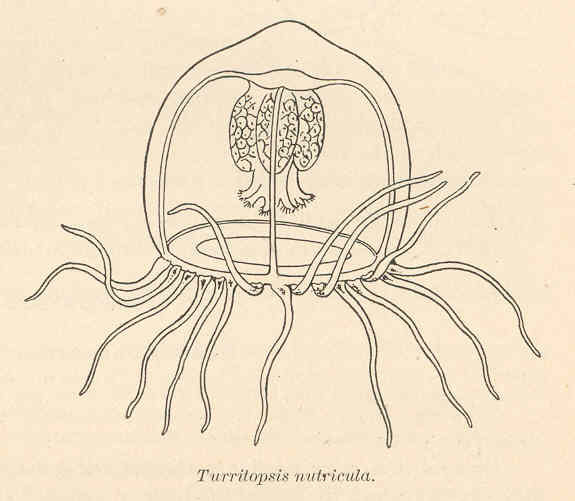
Turritopsis nutricula (Oceanidae)
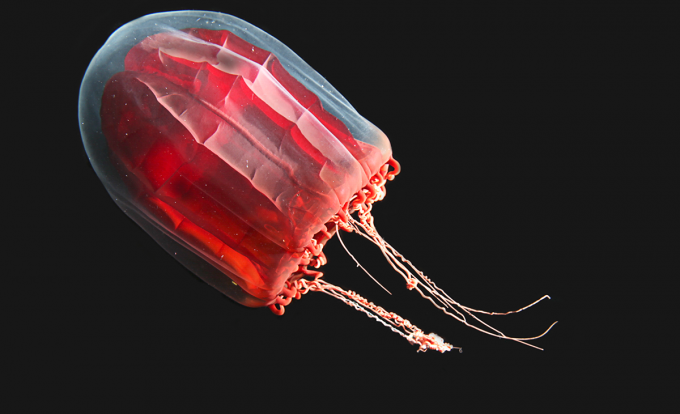
Pandea rubra (Pandeidae)
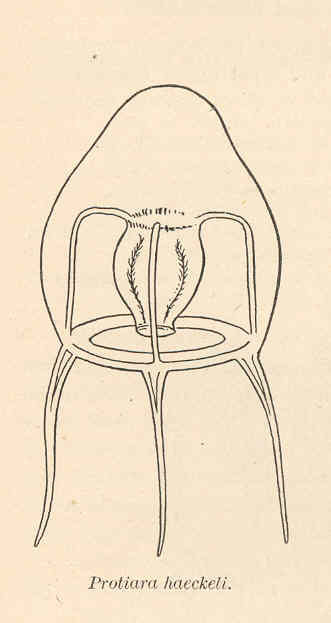
Protiara haeckeli (Protiaridae)
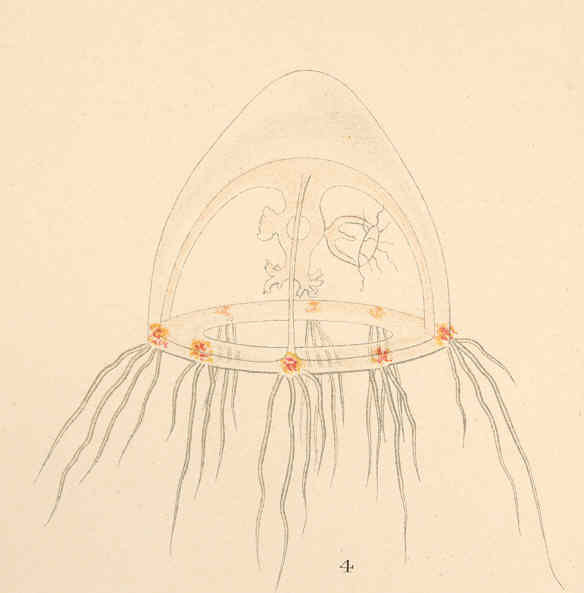
Rathkea octopunctata (Rathkeidae)
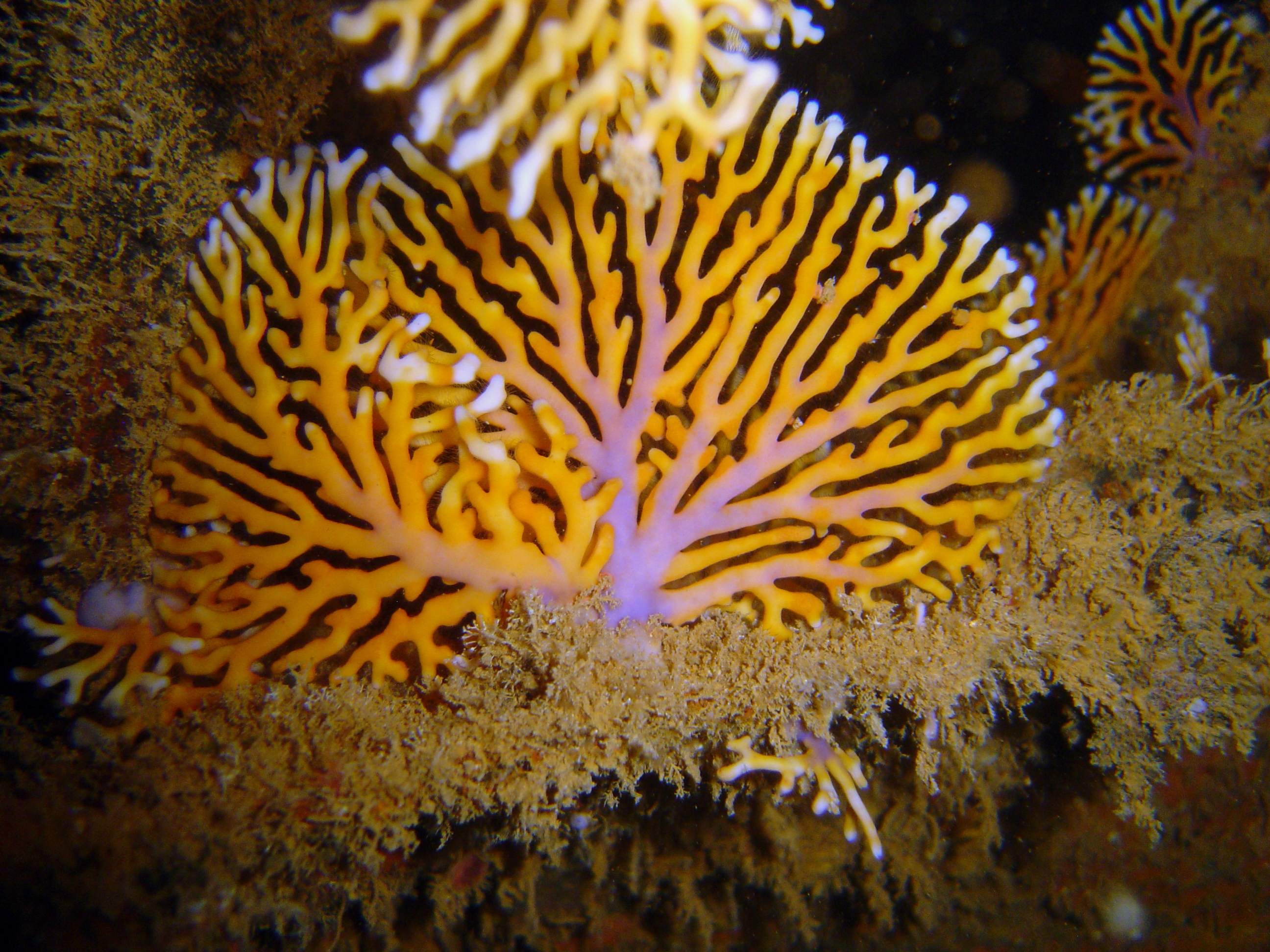
Distichopora sp. (Stylasteridae)

## Publication originale
- Kühn, 1913 : Entwicklungsgeschichte und Verwandschaftsbeziehungen der Hydrozoen. I. Teil: Die Hydroiden. Ergebnisse und Fortschritte der Zoologie, vol. 4, n. 1-2, pp. 1-284 (de).